# 伞树属
伞树属（学名：Musanga）是荨麻科的一个属，是种开花植物。
它的原产于热带非洲。

## 下属物种
本属共有2个物种：
- 伞树 Musanga cecropioides R.Br. ex Tedlie
- Musanga leo-errerae Hauman & J.Léonard